# Bundesstelle für Sektenfragen
Die Bundesstelle für Sektenfragen (BfS) ist eine Institution des Staates Österreich.
Sie wurde per 1. September 1998 als selbstständige Anstalt des öffentlichen Rechts geschaffen. Sie unterliegt der Aufsicht durch das Bundeskanzleramt. Sie ist konfessionell ungebunden und vertritt eine weltanschaulich neutrale Haltung.

## Aufgaben
Die Bundesstelle für Sektenfragen ist eine Informations- und Beratungsstelle zu Sekten- und Weltanschauungsfragen und hat ihren Sitz in Wien.
Sie beobachtet und thematisiert zum Beispiel:
- alternative religiöse Bewegungen
- Esoterik
- spezifische Angebote zur Lebensberatung
- Geistheilungen und Wunderheilungen
- fundamentalistische Strömungen
- radikale und extremistische Ideologien
- religiöser Extremismus
- Guru-Bewegungen und Personenkulte
- Okkultismus
- Satanismus
- Verschwörungstheorien
- Apokalypse und Weltuntergang
- Weltanschauungsgemeinschaften
- sozialutopische Aussteigergruppen
- Staatsverweigerer[2]
- Schneeballsysteme, Schenkkreise
- Neuheidentum[3]

Gesetzlich anerkannte Kirchen und Religionsgesellschaften und deren Einrichtungen fallen nicht in den Zuständigkeitsbereich der BfS.
Aufgabe der BfS ist die Dokumentation und Information über Gefährdungen, die von Sekten oder sektenähnlichen Aktivitäten ausgehen können, sofern für deren Vorliegen ein begründeter Verdacht besteht und diese Gefährdungen bestimmte besonders schutzwürdige Güter oder Interessen betreffen. In diesem Rahmen ist die BfS berechtigt, Informationen zu sammeln, auszuwerten und weiterzugeben, Betroffene zu beraten, mit in- und ausländischen Stellen zusammenzuarbeiten und Forschungsprojekte zu entwickeln, zu koordinieren und zu leiten.
Bei der Wahrnehmung ihrer Arbeit wird besonders auf die Grundfreiheiten und Menschenrechte einschließlich der Glaubens-, Religions- und Gewissensfreiheit geachtet. Die BfS ist zu Sachlichkeit, Objektivität und wahrheitsgetreuer Information verpflichtet.

## Sonstiges
In Deutschland nimmt das Bundesverwaltungsamt ähnliche Aufgaben wahr wie die BfS.